# تقييم الأثر البيئي

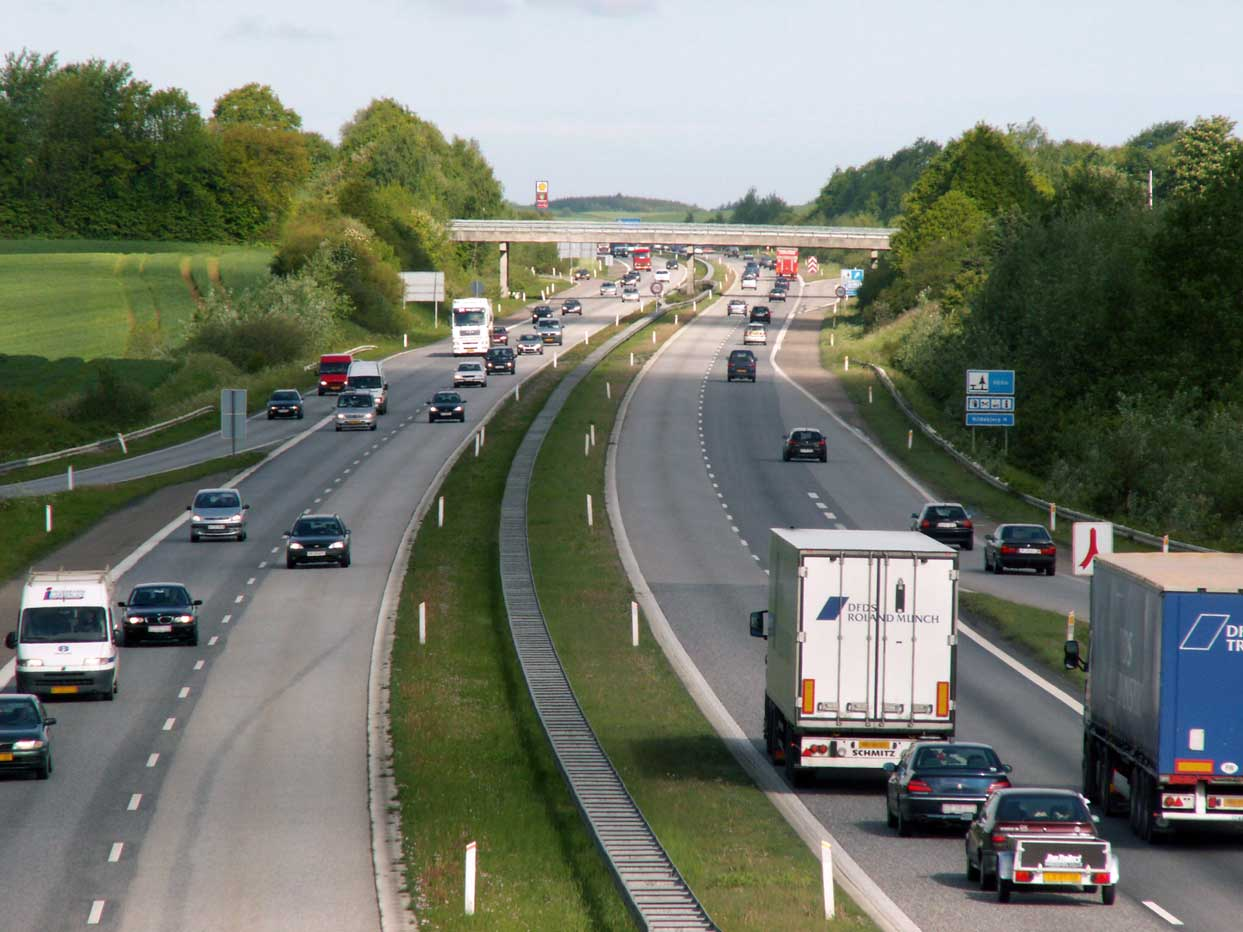

تقييم التأثير البيئي (بالإنجليزية: Environmental impact assessment)‏ هو عملية تقييم الآثار المحتملة (سلبية كانت أم إيجابية) لمشروع مقترح على البيئة الطبيعية. الهدف من هذه العملية هو إعطاء متخذي القرار وسيلة لإقرار الاستمرار في المشروع أو إيقافه.

## تعريفات متداولة
يُعرف الأثر البيئي على أنه تغيير طبيعي أو كيميائي أو بيولوجي أو ثقافي أو اجتماعي اقتصادي على النظام البيئي نتيجة للأنشطة الخاصة بالمشروع. 
أما تقييم الأثر البيئي فهو عبارة عن تدريب على ما سينفذ قبل أي مشروع أو للأنشطة الرئيسية أو لما سيتم التعهد به للتأكيد على أنه لا يمكن بأي وسيلة الإضرار بالبيئة على المدى القصير أو الطويل. لذلك فهو العملية التي يتم من خلالها التنبؤ ووصف التأثيرات البيئية الناتجة عن أحد النشاطات.
- عرّفته  الرابطة الدولية لتقييم الأثر البيئي (IAIA) على أنه:

«هو عملية تحديد، تنبؤ، تقييم، وتخفيف الآثار البيوفيزيائية والاجتماعية، وجميع التأثيرات الناتجة من مقترحات التطوير التي يجري اتخاذها قبل اتخاذ القرارات الكبرى والالتزامات.»

## البداية
بدأ استخدام تقييم الأثر البيئي (EIA) في عام 1960م في الولايات المتحدة الأمريكية، وأخذ التقييم الطابع الرسمي في عام 1969م. مُنذُ ذلك الحين واستخدام تقييم الأثر البيئي (EIA) في ازدياد حول العالم.

## أهداف تقييم الأثر البيئي
- تعديل وتحسين تصميمات المشروعات
- تأكيد الاستخدام الأمثل للموارد
- تحسين الأثر الاجتماعي للمشروعات
- تحديد، قياس التأثيرات الرئيسية للمشروع والتقليل منها
- اعلام منفذي اتخاذ القرارات وتقييم الوضع
- منع حدوث أي ضرر لارجعة فيه للبيئة

## الإجراءات العامة لتقييم الأثر البيئي
- الفحص الأول (بالإنجليزية: Screening)‏؛ وهو التأكد من الآثار البيئية المطلوب تقييمها للمشروع وذلك لتصنيفها طبقاً لنظام القوائم (القائمة البيضاء، القائمة الرمادية، القائمة السوداء)
- الوضع الراهن (بالإنجليزية: Baseline)‏؛ يُعتبر وصف البيئة من الخطوات الهامة لتحديد الوضع الراهن ويشمل وصف شامل للبيئة المحيطة بالمشروع ابتداءً من البيئة الطبيعية وتشمل الهواء، مصادر المياه، التربة، الأحوال الجوية...إلخ. كذلك البيئة الحيوية من نباتات وحيوانات.
- دراسة النشاط (بالإنجليزية: Scoping)‏؛ تساعد دراسة النطاق (مجال النشاط) على تحديد حدود دراسة تقييم الأثر البيئي، وكذلك المعلومات اللازمة لتحديد العوامل والآثار الهامة موضع الاهتمام.ولذلك فهي تشمل: النظر في البدائل المتاحة، تحديد حدود دراسة الأثر البيئي، تحديد الآثار البيئية لإمكانية تقييمها، تُعتبر دراسة البدائل المتاحة من أول الخطوات
- تحديد وتقييم الأثر البيئي (بالإنجليزية: ُEnvironmental Impact Assessment)‏؛ تحديد التأثيرات البيئية «إيجابية أو سلبية» وتحليل هذه التأثيرات من أجل الوصول إلى أهم التأثيرات البيئية ومدى تأثيرها على بيئة العمل والبيئة المحيطة. كما يجب الوضع في الاعتبار التأثيرات طويلة المدى وقصيرة المدى والتأثيرات المباشرة وغير المباشرة والمخاطر المحتملة.
- التنبؤ والتخفيف من الأثر البيئي (بالإنجليزية: Prediction & Mitigation)‏؛ رصد تقييم الآثار البيئية هو الجمع المخطط والمنهجي لبيانات البيئة من أجل الوفاء بأهداف واحتياجات بيئية محددة.
- الإدارة والمراقبة (بالإنجليزية: Managing & monitoring)‏.
- المراجعة والتقرير (بالإنجليزية: Reporting)‏؛ كتابة التقرير النهائي له فوائد كثيرة حيث أنه يساعد مقدم المشروع على التخطيط، ويساعد صانعي القرار على اتخاذ قرارهم، ويُساعد الجمهور على الفهم.

## عملية تقييم التأثيرات البيئية
- معلومات تقنية، علمية، هيكل وأداء للبيئة.
- بيانات عن الميزات الاقتصادية والتكنولوجية للمشاريع.
- التنبؤ عن سلوك البيئة والتفاعل بين المشروع والعناصر البيئية.
- الإجراءات التقنية والإدارية.
- مشاركة السكان المختصين في صنع القرار.
- موجز ومقارنة بين تكلفة المشروع، تأثيراته، فوائدة المباشرة وغير المباشرة.

تقييم التأثيرات البيئية ينبغي أن تأخذ بعين الأعتبار النتائج المباشرة أو غير المباشرة، القصيرة أو الطويلة الأمد، الدائمة أو المؤقتة، الفرادى أو التراكمي.
تقييم التأثيرات البيئية ينبغي أن تأخذ بعين الأعتبار العوامل التالية، بما فيها الأرتباط بينهم:
- البشر، والحيوانات والنباتات.
- التربة، والماء، والهواء، والعوامل المناخية والمناظر الطبيعية.
- الملكية والتراث الثقافي.

ومن الواضح أن مقارنة القيمة الأقتصادية لمشروع معين مع الضرر الذي ينتج عنه، هي مسالة حساسة للغاية. على سبيل المثال، في تقييم التأثيرات البيئية لنشاط ملوث للغاية، ينبغي ان يُعطى قيمة اقتصادية لفرص العمل ومقارنتها مع القيمة التي تُعطى لمكافحة زيادة الأمراض الناتجة من ذلك التلوث.

## فوائد تقييم الأثر البيئي
- تخطيط وتصميم المشروع البيئي؛ تصميم المشروع بشكل جيد يمكن أن يقلل المخاطر والتأثير على البيئة والناس، وبهذه الطريقة يمكن تجنب التكلفة المرتبطة بالمشروع وإصلاح المعالجة أو تعويض الخسائر.
- التأكد من الخضوع (الإذعان) للمعايير البيئية؛ الخضوع للمعايير البيئية يقلل الإضرار بالبيئة وإرباك المجتمعات.
- توفير رأس المال وترشيد النفقات؛ تقييم الأثر البيئي يمكن أن يتجنب التكلفة غير المنتظرة وغير الضرورية للآثار البيئية
- اختصار الوقت والتكلفة للتصديق على تطبيق التطوير؛ كل التأثيرات البيئية يجب أن توضع في الاعتبار بشكل مناسب قبل التصديق على المشروع. ومن ثم لا يؤخر متخذ القرار لطلب معلومات إضافية أو اللجوء إلى قياس التخفيف من حدة الأثر البيئي.
- زيادة قبول المشروع من العامة؛ يمكن قبول انجاز المشروع بعمليات تقييم الأثر البيئي بشكل مفتوح وشفاف، مع توفير فرص مشاركة العامة من الناس الأكثر تأثيراً بشكل مباشر ومهتمين بالمشروع.

## مناهج تقييم الأثر البيئي
مزايا وعيوب مناهج تقييم الأثر البيئي وفائدتها لتطبيق معين إلى حد كبير مسألة اختيار وحكم المحلل. ومع ذلك توجد بعض المعايير الموضوعية في اتخاذ مثل هذا الاختيار وتدرج هذه ادناه تحت المجالات الرئيسية التي تنطوي على عملية التقييم.

### مجالات مناهج تقييم الأثر
- تعريف وتحديد الأثر (التأثير) (بالإنجليزية: Impact Identification)‏
- قياس الأثر (بالإنجليزية: Measurement Impact Identification)‏
- تحليل وتقويم الأثر (بالإنجليزية: Impact Interpretation and Evaluation)‏
- اتصال الأثر (بالإنجليزية: Impact Communication)‏

### خصائص معايير اختيار المنهج
- التبسيط: منهج تقييم الأثر البيئي يجب أن يكون بسيطاً
- يقدر وقت وتكلفة العاملين: تقييم الأثر البيئي يجب أن يُطبق عن طريق مجموعة صغيرة وبتكلفة مادية وفي وقت محدد.